# Prix Joseph-Plateau
 (janvier 2024).
La mise en forme du texte ne suit pas les recommandations de Wikipédia : il faut le « wikifier ».
Les points d'amélioration suivants sont les cas les plus fréquents. Le détail des points à revoir est peut-être précisé sur la page de discussion.
- Les titres sont pré-formatés par le logiciel. Ils ne sont ni en capitales, ni en gras.
- Le texte ne doit pas être écrit en capitales (les noms de famille non plus), ni en gras, ni en italique, ni en « petit »…
- Le gras n'est utilisé que pour surligner le titre de l'article dans l'introduction, une seule fois.
- L'italique est rarement utilisé : mots en langue étrangère, titres d'œuvres, noms de bateaux, etc.
- Les citations ne sont pas en italique mais en corps de texte normal. Elles sont entourées par des guillemets français : « et ».
- Les listes à puces sont à éviter, des paragraphes rédigés étant largement préférés. Les tableaux sont à réserver à la présentation de données structurées (résultats, etc.).
- Les appels de note de bas de page (petits chiffres en exposant, introduits par l'outil «  Source ») sont à placer entre la fin de phrase et le point final[comme ça].
- Les liens internes (vers d'autres articles de Wikipédia) sont à choisir avec parcimonie. Créez des liens vers des articles approfondissant le sujet. Les termes génériques sans rapport avec le sujet sont à éviter, ainsi que les répétitions de liens vers un même terme.
- Les liens externes sont à placer uniquement dans une section « Liens externes », à la fin de l'article. Ces liens sont à choisir avec parcimonie suivant les règles définies. Si un lien sert de source à l'article, son insertion dans le texte est à faire par les notes de bas de page.
- La présentation des références doit suivre les conventions bibliographiques. Il est recommandé d'utiliser les modèles {{Ouvrage}}, {{Chapitre}}, {{Article}}, {{Lien web}} et/ou {{Bibliographie}}. Le mode d'édition visuel peut mettre en forme automatiquement les références.
- Insérer une infobox (cadre d'informations à droite) n'est pas obligatoire pour parachever la mise en page.

Pour une aide détaillée, merci de consulter Aide:Wikification.
Si vous pensez que ces points ont été résolus, vous pouvez retirer ce bandeau et améliorer la mise en forme d'un autre article.

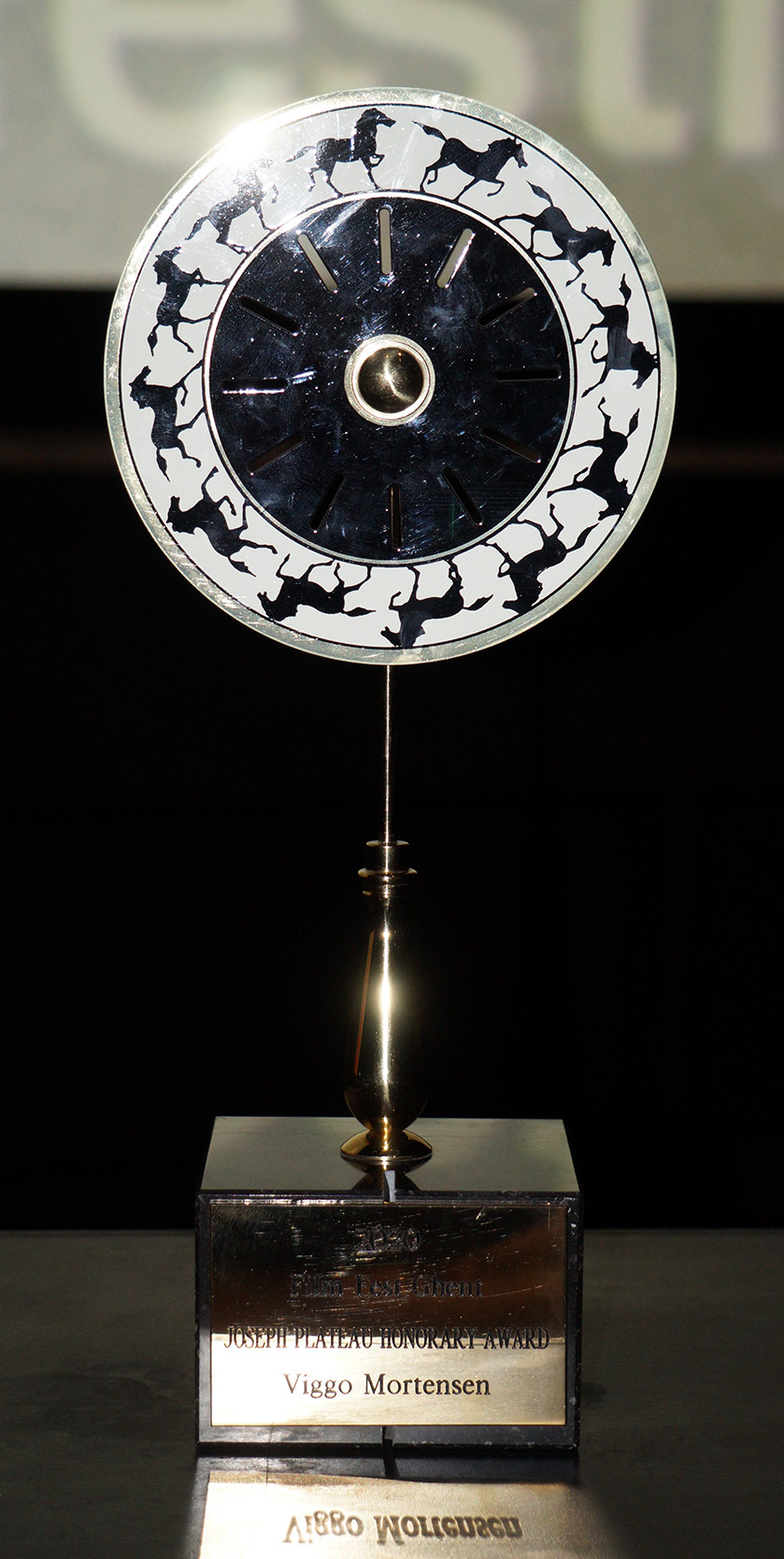
Honorary Plateau Award décerné à Viggo Mortensen au Festival du film de Gand 2020.

Les prix Joseph-Plateau (en néerlandais : Joseph Plateauprijs) sont des récompenses cinématographiques décernées en Belgique dans le cadre du Festival du film de Gand. Le nom fait référence au physicien belge Joseph Plateau (1801-1883), inventeur du phénakistiscope.
Les prix Joseph-Plateau sont décernés de 1985 à 2006, puis une nouvelle récompense, le prix d'honneur Joseph-Plateau est attribué en 2007 puis à partir de 2011.

## Palmarès

### Prix initiaux (1985-2006)

#### 1987
- Meilleur film : L'amour est un chien de l'enfer (Crazy Love) de Dominique Deruddere
- Meilleur acteur : Josse De Pauw pour L'amour est un chien de l'enfer
- Meilleure actrice : Charlotte Rampling
- Meilleur réalisateur : Dominique Deruddere pour L'amour est un chien de l'enfer
- Meilleur directeur de la photographie : Walther van den Ende pour Dust
- Meilleur compositeur : Raymond van het Groenewoud pour L'amour est un chien de l'enfer
- Meilleur court métrage : Een Griekse Tragedie (Une tragédie grecque) de Nicole Van Goethem
- Meilleur film étranger : Blue Velvet de David Lynch

#### 1988
- Meilleur film belge : Noce en Galilée de Michel Khleifi
- Meilleur réalisateur belge : André Delvaux (L'Œuvre au noir, en anglais : The Abyss)
- Meilleur cinématographie belge : Walther van den Ende (Noce en Galilée)
- Meilleur acteur belge : Gian Maria Volonte[réf. nécessaire] (L'Œuvre au noir, en anglais : The Abyss)
- Meilleure actrice belge : Marianne Basler (Les Noces barbares)
- Meilleur court métrage belge : Pleine de grâce par Nicole Van Goethem
- Musique : Frédéric Devreese (L'Œuvre au noir, en anglais : The Abyss)
- Meilleur film du Benelux : Noce en Galilée de Michel Khleifi
- Meilleur film étranger : Le Dernier Empereur de Bernardo Bertolucci
- Contribution film belge à l'étranger : Jacques Ledoux

#### 1989
- Meilleur film belge : Blueberry Hill de Robbe De Hert
- Meilleur réalisateur belge : Robbe De Hert (Blueberry Hill)
- Meilleur cinématographie belge : Walther van den Ende (Sailors Do not Cry)
- Meilleur acteur belge : Michael Pas (Blueberry Hill)
- Meilleure actrice belge : Hilde Van Mieghem (Sailors Do not Cry)
- Meilleur court métrage belge : L'odeur de la pluie de Frank Van Passel
- Musique : Jan Leyers
- Meilleur film du Benelux : Blueberry Hill de Robbe De Hert
- Meilleur film étranger : Les Liaisons dangereuses de Stephen Frears
- Contribution du film belge à l'étranger : Dominique Deruddere

#### 1990
- Meilleur film belge : Bandini de Dominique Deruddere
- Meilleur réalisateur belge : Dominique Deruddere (Attendre le printemps, Bandini)
- Meilleur cinématographie belge : Yorgos Arvantis (Australie)
- Meilleur acteur belge : Jan Decleir (Le Sacrement)
- Meilleure actrice belge : Ann Petersen (Le Sacrement)
- Meilleur court métrage belge : Gosses de Rio RIO Thierry Michel
- Meilleur film du Benelux : Bandini de Dominique Deruddere
- Meilleur film étranger : Le Cercle des poètes disparus de Peter Weir
- Musique (Prix SABAM) : Frédéric Devreese (Le Sacrement)
- Meilleur film flamand 1965-1990 : L'amour est un chien de l'enfer (Crazy Love) par Dominique Deruddere
- Box Office : Koko Flanel par Stijn Coninx
- Prix Superchannel : Dominique Deruddere

#### 1991
- Meilleur film belge : Toto le héros de Jaco Van Dormael
- Meilleur réalisateur belge : Jaco Van Dormael (Toto le héros)
- Meilleur acteur belge : Michel Bouquet[réf. nécessaire] (Toto le héros)
- Meilleure actrice belge : Mireille Perrier (Toto le héros)
- Meilleur téléfilm belge : Fond de Jean-Pierre De Decker
- Box Office : Toto le héros de Jaco Van Dormael
- Music Award : Michel Legrand
- Réalisation : André Delvaux

#### 1992
- Meilleur film belge : Eline Vere par Harry Kümel
- Meilleur réalisateur belge : Harry Kümel (Eline Vere)
- Meilleur acteur belge : Senne Rouffaer (moins de morts que les autres)
- Meilleure actrice belge : Dora van der Groen (Moins de morts que les autres et Eline Vere
- Meilleur téléfilm belge : Les Amants d'Assises de Manu Bonmariage
- Box Office : Garçons de Jan Verheyen
- Music Award : Carl Davis
- Réalisation : Alain Cuny

#### 1993
- Meilleur film belge: Daens par Stijn Coninx
- Meilleur réalisateur belge: Stijn Coninx (Daens)
- Meilleur acteur belge: Jan Decleir (Daens)
- Meilleure actrice belge: Antje De Boeck (Daens)
- Meilleur court métrage belge: Les femmes veulent se marier Patrice Toye
- Box Office: Daens par Stijn Coninx
- Music Award: Philippe Sarde
- Réalisation Vie temps: Robert Altman

#### 1994
- Meilleur film belge: Just Friends de Marc-Henri Wajnberg
- Meilleur réalisateur belge: Marc-Henri Wajnberg (Just Friends)
- Meilleur acteur belge: Josse De Pauw (Just Friends)
- Meilleure actrice belge: Sandrine Blancke (Le Fils du Requin)
- Meilleur court métrage belge: Robokip Rudolph Mestdagh
- Box Office: A-fond d'Erik Van Looy
- Réalisation Vie temps: Henri Storck

#### 1995
- Meilleur film belge : Manneken Pis de Frank van Passel
- Meilleur réalisateur belge : Frank Van Passel (Manneken Pis)
- Meilleur acteur belge : Frank Vercruyssen (Manneken Pis)
- Meilleure actrice belge : Antje De Boeck (Manneken Pis)
- Box Office : Max Freddy Coppens
- Réalisation Vie temps : James Earl Jones

#### 1996
- Meilleur film belge : Le Huitième Jour de Jaco Van Dormael
- Meilleur réalisateur belge : Jaco Van Dormael (Le Huitième Jour)
- Meilleur acteur belge : Pascal Duquenne (Le Huitième Jour)
- Meilleure actrice belge : Els Dottermans (Antonia et ses filles)
- Box Office : Le Huitième Jour de Jaco Van Dormael

#### 1997
- Meilleur film belge : La Promesse et Luc Dardenne frères
- Meilleur réalisateur belge : Luc et Jean-Pierre Dardenne (La Promesse)
- Meilleur acteur belge : Jan Decleir (Personnage}
- Meilleure actrice belge : Sophia Leboutte (La Promesse)
- Box Office : La Promesse de Luc et Jean-Pierre Dardenne et Ma vie en rose d'Alain Berliner

#### 1998
- Meilleur film belge : Le Bal masqué de Julien Vrebos
- Meilleur réalisateur belge : Julien Vrebos (Le Bal masqué)
- Meilleur acteur belge : Dirk Roofthooft (Hombres Complicados)
- Meilleure actrice belge : Pascale Bal (Le Bal masqué)
- Meilleur téléfilm belge : Retour à Oosterdonk (VRT)
- Box-office: Oesje! Ludo Cox

#### 1999
- Meilleur film belge : Rosie par Patrice Toye
- Meilleur réalisateur belge : Patrice Toye (Rosie)
- Meilleur acteur belge : Benoît Poelvoorde (Les convoyeurs attendent)
- Meilleure actrice belge : Aranka Coppens (Rosie)
- Meilleur scénario belge : Jaco Van Dormael (Toto le héros)
- Meilleur téléfilm belge : Heterdaad (VRT)
- Box-office: Leprechaun trésor Bart Van Leemputten

#### 2000
- Meilleur film belge: Rosetta par Luc et Jean-Pierre Dardenne
- Meilleur réalisateur belge: Luc et Jean-Pierre Dardenne (Rosetta)
- Meilleur acteur belge: Josse De Pauw (Famous Tout le monde!)
- Meilleure actrice belge: Émilie Dequenne (Rosetta)
- Meilleure Musique: Wim Mertens (Molokai)
- Box-office: Rosetta par Luc et Jean-Pierre Dardenne

#### 2001
- Meilleur film belge: Pauline et Paulette Lieven De Brauwer
- Meilleur réalisateur belge: Lieven Debrauwer (Pauline et Paulette)
- Meilleur acteur belge: Dirk Roofthooft (Pleure Seulement Germaine)
- Meilleure actrice belge: Dora van der Groen (Pauline et Paulette)
- Meilleur compositeur belge Arno Hintjens (L'Amour Et Suspense)
- Meilleur scénario belge: Lieven Debrauwer & Jacques Boon (Pauline et Paulette)
- Box Office Awards: Pauline et Paulette Lieven De Brauwer

#### 2002
- Meilleur film : Le Fils de Jean-Pierre et Luc Dardenne
- Meilleur acteur : Olivier Gourmet pour Le Fils et Une part de ciel
- Meilleur réalisateur : Jean-Pierre et Luc Dardenne pour Le Fils
- Meilleur scénario :  No Man's Land de Danis Tanović
- Meilleur compositeur : Vincent D'Hondt pour Hop et  Daan Stuyven pour Meisje (Girl)
- Meilleur court métrage :  Snapshot de Jakob Verbruggen
- Box Office Awards :  Alias de Jan Verheyen

#### 2003
- Meilleur film : La Mémoire du tueur de Erik Van Looy
- Meilleur acteur : Jan Decleir pour La Mémoire du tueur (De Zaak Alzheimer)
- Meilleure actrice : Natali Broods pour Any Way the Wind Blows
- Meilleur réalisateur : Erik Van Looy pour La Mémoire du tueur
- Meilleur scénario :  Erik Van Looy et Carl Joos pour La Mémoire du tueur
- Meilleur compositeur : Tom Barman pour Any Way the Wind Blows
- Meilleur court métrage belge : Alice et moi de Micha Wald
- Box Office Awards : La Mémoire du tueur de Erik Van Looy

#### 2004
- Meilleur film belge: Steve + Sky par Felix Van Groeningen
- Meilleur réalisateur belge: Frédéric Fonteyne (La Femme de Gilles)
- Meilleur acteur belge: Benoît Poelvoorde (Aaltra / Stage)
- Meilleure actrice belge: Marie Vinck (baiser)
- Meilleur compositeur belge: Soulwax (Steve + Sky)
- Meilleur scénario belge: Philippe Blas Band, Frédéric Fonteyne et Marion Hänsel (La Femme de Gilles)
- Meilleur court métrage belge: Alice et moi de Micha Wald

#### 2005
- Meilleur film : L’Enfant de Jean-Pierre et Luc Dardenne
- Meilleur acteur : Jérémie Renier pour L'Enfant
- Meilleure actrice belge :
  - Déborah François pour L'Enfant'
  - Yolande Moreau dans le rôle de Irène dans Quand la mer monte...
- Meilleur réalisateur : Jean-Pierre et Luc Dardenne pour L'Enfant
- Meilleur scénario belge :
  - Jean-Pierre et Luc Dardenne pour L'Enfant
  - Yolande Moreau pour Quand la mer monte...
- Meilleur directeur de la photographie : Danny Elsen  pour Vendredi ou un autre jour
- Meilleur compositeur : George Van Dam pour Vendredi ou un autre jour
- Meilleur court métrage belge : Forever de Jonas Govaerts

### Prix d'honneur (2007 puis depuis 2011)

#### 2011
- Meilleur talent flamand : Chris Lomme
- Meilleurs talents wallons : Luc et Jean-Pierre Dardenne